# 图书馆短期大学
图书馆短期大学（日语：／ Toshokan Tanki Daigaku）是过去一所位于日本东京都世田谷区的国立短期大学。

## 概要

### 简介
- 学校最早可以追溯到1921年即图书馆员教习所的创立。短期大学为于1964年开办、招生到1979年、停办于1981年[1][2]。相当筑波大学图書館信息专门学群图書館信息管理主学类和图書館信息处理类。

### 历史
- 1964年 图书馆短期大学成立并同时设置图书馆学科。
- 1971年 文献信息学科成立。
- 1979年 最后一年招生、次年停止招生（正式停办于1981年3月31日[2]）。

## 学校环境
- 校区：在东京都世田谷区[注 1]

## 历任校长
- 伊东正胜：第一代短期大学校长[3]。
- 松田智雄：最后短期大学校长[4]。

## 组织

### 学科
- 图书馆学科
- 文献信息学科

### 专科
| - 没有 |

### 业余课程
| - 没有 |

## 相关链接
- 日本短期大学列表